# Roosevelt Roads

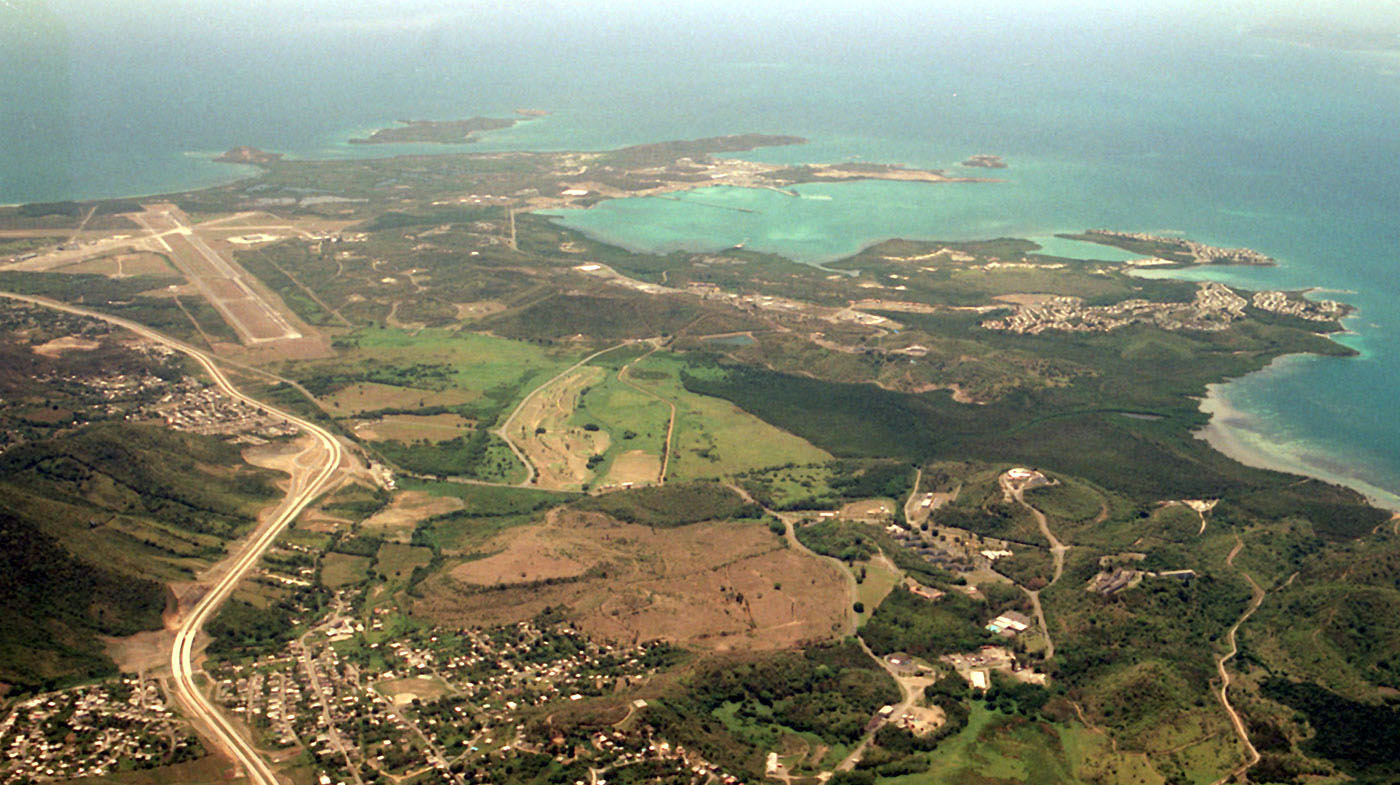
Roosevelt Roads (1997)

Roosevelt Roads ist ein früherer Marinestützpunkt der  United States Navy in Ceiba (Puerto Rico). Heute betreibt Puerto Rico dort den öffentlichen Flughafen José Aponte de la Torre Airport (IATA-Code: NRR, ICAO-Code: TJRV).

## Geschichte
Als Vizeminister für die Navy besuchte Franklin D. Roosevelt 1919 Puerto Rico, ein Außengebiet der Vereinigten Staaten. Nach Washington, D.C. zurückgekehrt, warb er für den Aufbau eines Militärflugplatzes in Ceiba; von der Idee zu überzeugen war die Bundesregierung aber erst, als Adolf Hitler europäische Länder zu erobern begann. Angesichts der Kriegsschauplätze in Europa und im Pazifik erkannte man die Notwendigkeit eines Militärflugplatzes auf den Westindischen Inseln.
1943 ging die U.S. Naval Operations Base in Betrieb. Bis 1957 wurde „Roosey“ siebenmal eröffnet und achtmal geschlossen. Seit 1957 Naval Station, diente sie der Ausbildung in Computertechnik und Telekommunikation. Ihre Hauptaufgabe war die taktische Unterstützung von Militärmanövern auf der Insel Vieques und im Karibischen Meer. Die Militärmission M3 sollte Puerto Rico, den Vereinigten Staaten sowie mittel- und südamerikanischen Ländern bei der Bekämpfung von Drogenhandel und illegaler Einwanderung helfen. In den folgenden Jahrzehnten wurde der Stützpunkt für Übungsflüge und die Luftraumüberwachung genutzt. Viele Einheimische fanden Arbeit. In 1.300 Gebäuden wohnten und arbeiteten 7.000 Militärs und Zivilangestellte. Die Soldatenfamilien konnten Hörfunk und Fernsehen von Saint Thomas und San Juan sowie von eigenen Sendeanlagen empfangen. Im weitläufigen Stützpunktgelände liegt ein Golfplatz. Die Länge der Straßen beläuft sich auf über 100 Meilen.
Als 1999 ein ziviler Wachposten durch eine Streubombe getötet worden war, wuchs der Protest gegen die Militärpräsenz auf Vieques. Protagonisten waren Rubén Berríos, Jesse Jackson, Robert Francis Kennedy junior, Al Sharpton, Luis Gutiérrez, Rigoberta Menchú und Edward James Olmos. Im März 2003 einigten sich das Kabinett Clinton und die Lokalverwaltung auf die Einstellung der Bombenabwürfe. George W. Bush übertrug die Verwaltung von Vieques und Roosevelt Roads den puerto-ricanischen Behörden. Am 31. März 2004 wurde der Stützpunkt geschlossen.

### NAVSO

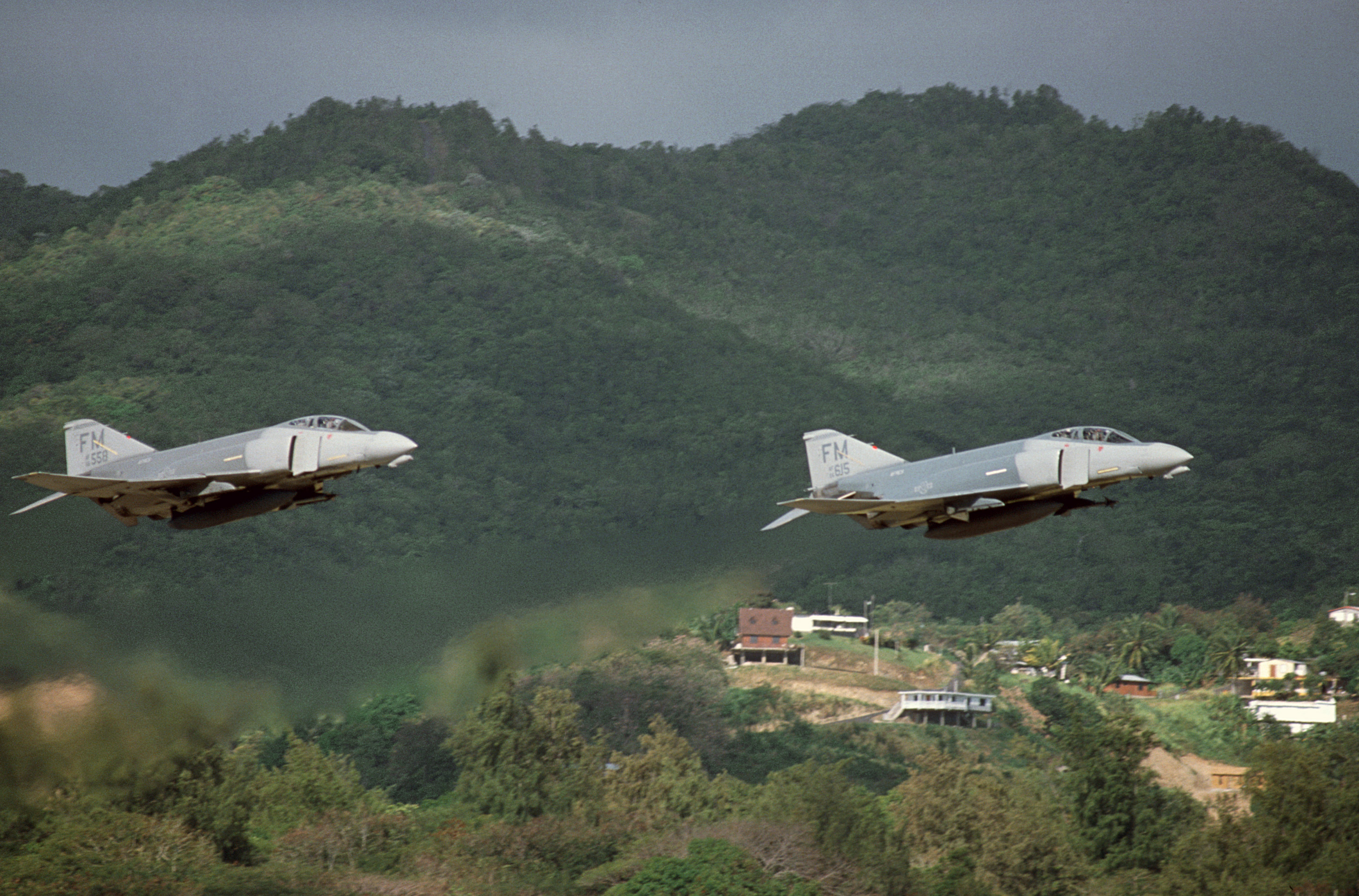
Phantom II beim Start in Roosevelt Roads (1988)

Als maritimer Teil des United States Southern Command hatte das U.S. Naval Forces Southern Command 1963–1975, 1985–1991 und seit 2000 seinen Sitz in Roosevelt Roads. Insgesamt lagen 30 Kommandos in Roosevelt Roads. Entsprechend groß war die Bedeutung des Stützpunkts für Kriegsschiffe der NATO.

### Reservistenausbildung
Heute werden Reservisten der Streitkräfte der Vereinigten Staaten und der puerto-ricanischen Nationalgarde in zwei Zentren ausgebildet. Geübt werden Objektschutz, Instandsetzung, Lagerhaltung, Simulation von Waffensystemen, Transport, Logistik, Kampfunterstützung, Amphibische Kriegsführung und Tauchen.

### Bundesmarine

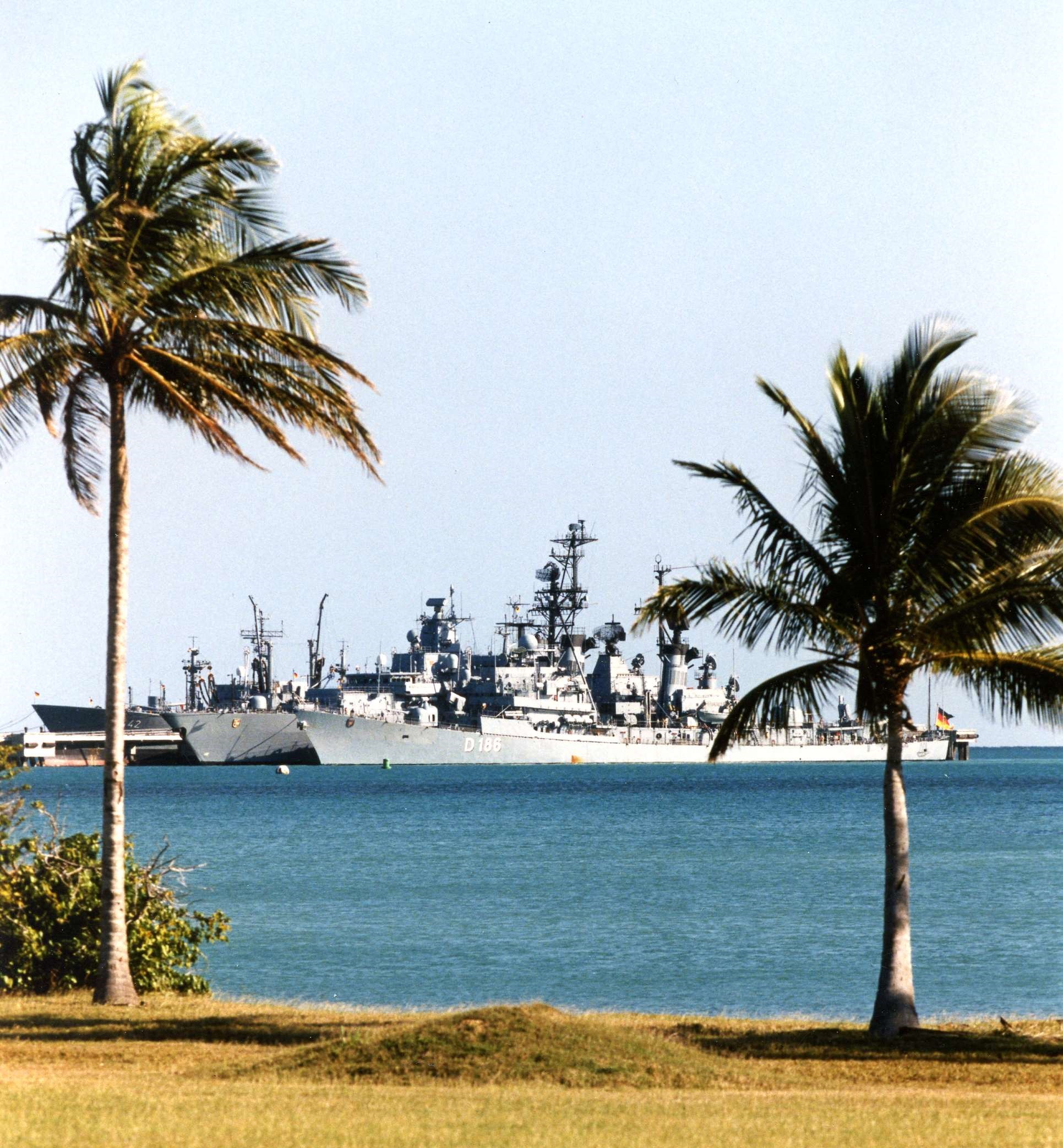
Mölders, Mecklenburg-Vorpommern und Spessart in Roosevelt Roads (1999)

Von der Indienststellung an machten die Zerstörer der Lütjens-Klasse regelmäßig Landzielschießen auf Vieques. Alle Schiffe der Bundesmarine fuhren im weiteren Verlauf im Verband nach „Roro“.
Sogar die Uboote der Klasse 206A besuchten 1997, 1999 und 2001 jeweils zu zweit und im Verband mit dem Tender Meersburg im Rahmen der Übungen Subex 97/99/01 den Stützpunkt. Die Rommel machte 1981 die letzte Einzelfahrt. Für die  Lenkwaffenzerstörer war das Luftzielschießen mit Standard Missile die Hauptaufgabe. Später wurde im Verband MM38 geschossen und mit Standard Missile abgefangen. Dieses aufwändige Schießen galt auch unbemannten Luftfahrzeugen. Die Bundesmarine machte damals viel mehr Schießen als die US-Navy, die bei der Auswertung half. Es ging immer darum, Standard Missile in Grenzbereichen einzusetzen, nicht um ein „Funktionsschießen“, wie es noch heute bei zahlreichen Marinen üblich ist.

## Zwischenfälle
- Am 23. August 1964 wurde eine Lockheed L-1049/WC-121N Super Constellation der US Navy (Luftfahrzeugkennzeichen Bu 137891) beim Durchflug des Hurrikans Cleo sehr schwer beschädigt. So wurden in der extremen Turbulenz ein Flügelspitzentank und Teile einer Tragfläche weggerissen. Auf dem Marineflugplatz Roosevelt Roads gelang eine Notlandung, doch war das Flugzeug irreparabel beschädigt. Alle 23 Besatzungsmitglieder überlebten den Unfall.[3]